# Топ кварк
Топ кваркът, още известен като t кварк или истинен кварк, е елементарна частица и фундаментална съставна част на материята. Като всички кварки, топ кваркът е елементарен фермион със спин 1⁄2 и е подвластен на четирите фундаментални взаимодействия гравитационно, електромагнитно, слабо ядрено, силно ядрено взаимодействие. Има електрически заряд от +2⁄3 e и е най-масивната от всички наблюдавани елементарни частици. Има маса от 172.9±1.5 GeV/c2,, която е почти същата като на атом волфрам.
Съществуването му е предсказано през 1973 г. от Макото Кобаяши и Тошихиде Маскава, за да обяснят нарушените равенства на заряда при разпадането на каона, а е открита през 1995 г. при експериментите Детектора на сблъсъци и DO експеримента във Фермилаб. През 2008 г. Кобаяши и Маскава печелят Нобеловата награда по физика за предсказването на топ кваркът и дънния кварк, които заедно съставят третото поколение кварки.